# U studni (album)
U studni – debiutancki album grupy muzycznej U Studni wydany w 2013 roku, a nagrany w 2012 roku w Studio HIT we Wrocławiu. Słowa użyte w utworach są autorstwa Adama Ziemianina, Ryszarda Żarowskiego i Dariusza Czarnego. Muzykę do płyty skomponowali Dariusz Czarny i Ryszard Żarowski.
Płyta U studni została nagrana w pierwszym roku funkcjonowania zespołu, w 2012 i ukazała się nakładem wydawnictwa Dalmafon w roku 2013. Autorem słów do 12 z 17 zamieszczonych utworów jest poeta Adam Ziemianin. Pozostałe teksty napisali odpowiednio 5 - Dariusz Czarny i 1 - Ryszard Żarowski. Płyta osiągnęła pozycję 21 na oficjalnej liście sprzedaży OLiS. Utwory zawarte w nagraniu to kontynuacja twórczości artystów z czasów gdy tworzyli grupę Stare Dobre Małżeństwo z charakterystycznym brzmieniem.
Nazwa płyty i jednocześnie grupy "U Studni" pochodzi od tytułu wiersza Adama Ziemianina. Wiersz ten został zaaranżowany jako utwór muzyczny i zarejestrowany na płycie Miejska strona księżyca między wrześniem 1997 a lutym 1998, w czasie gdy artyści jeszcze tworzyli grupę SDM. W roku 2003 utwór ponownie pojawił się na płycie składance pod tytułem Złota kolekcja: U studni.
Powtarzająca się tytułowa fraza wiersza odwołuje się do spotkania w ożywczych, odświętnych i pełnych życia sytuacjach, również do nadziei spotkania po śmierci:
Spotkamy się kiedyś u studni
Wkoło będzie zielono/ Być może że na drugim świecie/ Z wiecznie żywą wodą/ I będziemy znów tacy młodzi
Słowa z pierwszego utworu (i wiersza zainspirowanego spotkaniem poety z Józefem Tischnerem) Cyrklowo i linijkowo na Zarębku stają się najważniejszym przesłaniem zespołu:
Bo w życiu nie chodzi żeby tylko żyć
Lecz miłość pielęgnować gdy maleje
Ostatni utwór płyty pod tytułem Testament poety stał się najpopularniejszym nagraniem zespołu osiągając ponad 100 000 odsłon na kanale filmowym Ryszarda Żarowskiego.
Płyta opatrzona jest pełnym nadziei przesłaniem młodego zespołu adresowanym do słuchaczy:
Oddajemy w Państwa ręce debiutancką płytę zespołu U Studni pełni nadziei, że słowa krakowskiego poety Adama Ziemianina ubrane w naszą muzykę pozwolą Państwu dostrzec piękno w trudach dnia codziennego, w zwykłych, często zapomnianych rzeczach, sytuacjach czy miejscach definiujących naszą tożsamość. Wierzymy głęboko, iż treści zawarte w niniejszym krążku warte są zatrzymania i pochylenia się nad nimi.

## Twórcy
- Dariusz Czarny – śpiew, gitary
- Wojciech Czemplik – skrzypce, altówka, mandolina
- Andrzej Stagraczyński - gitara basowa
- Ryszard Żarowski – śpiew, gitary
- Aleksandra Kiełb-Szawuła – śpiew
- Justyna Wojtkowiak – śpiew
- Marek Zarankiewicz – instrumenty perkusyjne[2]

## Lista utworów
1. Cyrklowo i linijkowo na Zarębku
2. Trzeba nam
3. Wciąż przed siebie
4. Bieszczadzka łąka
5. Kałużowo w Nowej Rudzie
6. Cicho w Zakrzówku
7. Jest taka ulica
8. Trudno liczyć
9. Lubię gdy
10. Prezent imieninowy
11. Zaproszenie na wędrówkę
12. Przesiadkowo w Częstochowie
13. Listownie do Wojtka B.
14. Jeden raz
15. Wybacz
16. Powrotna droga
17. Testament poety[4]